# Elezioni europee del 2014 in Germania
Le elezioni europee del 2014 in Germania si sono tenute il 25 maggio.
Sono state le prime elezioni europee in Germania che si sono tenute senza soglie di sbarramento. Infatti nel 2011 la Corte Costituzionale tedesca aveva dichiarato incostituzionale l'allora vigente soglia di sbarramento del 5%, costringendo il Bundestag ad abbassarla al 3%. Tuttavia nel 2014, dopo il ricorso di numerosi piccoli partiti, la Corte ha dichiarato incostituzionale anche la soglia del 3%, motivando tale decisione con il fatto che la soglia di sbarramento "viola i principi generali di uguaglianza e di pari opportunità alle urne".

## Risultati
| Liste  | Liste                                                                              | Gruppo              | Voti       | %     | +/-   | Seggi | +/-     |
| ------ | ---------------------------------------------------------------------------------- | ------------------- | ---------- | ----- | ----- | ----- | ------- |
|        | Unione Cristiano-Democratica di Germania (CDU)                                     | PPE                 | 8 812 653  | 30,02 | 0,63  | 29    | 5       |
|        | Partito Socialdemocratico di Germania (SPD)                                        | S&D                 | 8 003 628  | 27,26 | 6,50  | 27    | 4       |
|        | Alleanza 90/I Verdi (B90/GRÜNEN)                                                   | Verdi/ALE           | 3 139 274  | 10,69 | 1,40  | 11    | 3       |
|        | Die Linke (Linke)                                                                  | GUE/NGL             | 2 168 455  | 7,39  | 0,10  | 7     | 1       |
|        | Alternativa per la Germania (AfD)                                                  | ECR                 | 2 070 014  | 7,05  | nuovo | 7     | nuovo   |
|        | Unione Cristiano-Sociale in Baviera (CSU)                                          | PPE                 | 1 567 448  | 5,34  | 1,86  | 5     | 3       |
|        | Partito Liberale Democratico (FDP)                                                 | ALDE                | 986 841    | 3,36  | 7,60  | 3     | 9       |
|        | Liberi Elettori (FW)                                                               | ALDE                | 428 800    | 1,46  | 0,20  | 1     | 1       |
|        | Partito Pirata (Piraten)                                                           | Verdi/ALE           | 425 044    | 1,45  | 0,50  | 1     | 1       |
|        | Partito per l'Umanità, l'Ambiente e la Protezione degli Animali (Tierschutzpartei) | GUE/NGL             | 366 598    | 1,25  | 0,10  | 1     | 1       |
|        | Partito Nazionaldemocratico di Germania (NPD)                                      | NI                  | 301 139    | 1,03  | 1,00  | 1     | 1       |
|        | Partito delle Famiglie di Germania (Familie)                                       | ECR                 | 202 803    | 0,69  | 0,30  | 1     | 1       |
|        | Partito Ecologico-Democratico (ÖDP)                                                | Verdi/ALE           | 185 244    | 0,63  | 0,10  | 1     | 1       |
|        | Die PARTEI                                                                         | NI                  | 184 709    | 0,63  | 0,60  | 1     | 1       |
|        | I Repubblicani (REP)                                                               | -                   | 109 757    | 0,37  | 0,95  | -     | Stabile |
|        | Altri <100 000 voti                                                                | Altri <100 000 voti | 402 685    | 1,37  |       | -     |         |
| Totale | Totale                                                                             | Totale              | 29 355 092 |       |       | 96    | 3       |